# Le maschere del tempo
Le maschere del tempo (The Masks of Time) è un romanzo di fantascienza dello scrittore statunitense Robert Silverberg del 1968, pubblicato in lingua originale anche col titolo di Vornan-19, dal nome dell'omonimo viaggiatore del tempo che, dal futuro, torna a visitare la Terra del 1999.
Fu candidato al Premio Nebula per il miglior romanzo.

## Storia editoriale
Il romanzo è stato pubblicato per la prima volta negli Stati Uniti nel 1968; nell'anno seguente è stato candidato al Premio Nebula.
Nel 1970 il romanzo è stato ristampato nel Regno Unito con il titolo di Vornan-19; è stato tradotto in italiano per la prima volta nel 1977.

## Trama
(Robert Silverberg,Le maschere del tempo)
Leo Garfield è un famoso fisico che concentra i suoi studi sull'inversione temporale delle particelle subatomiche. Insegna all'Università della California e il suo più promettente allievo, Jack Bryant, sta per raggiungere strabilianti risultati nello sviluppo di una nuova tecnologia per la produzione di energia a basso costo e in quantità illimitata. Leo ha stretto rapporti di amicizia con Jack e con la sua ragazza, l'affascinante Shirley e rimane spiazzato quando il giovane gli comunica di voler abbandonare gli studi. Anni dopo Jack e Shirley si sono sposati e si sono ritirati a vivere in un'avveniristica villa nel deserto a 80 km a sud di Tucson per godere della libertà che la natura selvaggia del posto gli offre. Leo è spesso loro ospite e trattato con la massima disinvoltura dai due sposini e soprattutto da Shirley che si presenta quasi sempre discinta e verso la quale nutre un forte desiderio che cerca di dominare per rispetto nei confronti dell'amico. Jack confessa a Leo di aver concluso con successo le sue ricerche da anni ma di non volerle divulgare, ossessionato dei possibili sconvolgimenti sociali che una fonte di energia innovativa come quella da lui scoperta avrebbe causato.
La sera di Natale del 1998 un uomo si materializza in un lampo di luce sulla scalinata di Trinità dei Monti a Roma. Afferma di essere un viaggiatore del tempo proveniente dal 2999 di nome Vornan-19. I vari governi, mondiali, nonostante la mancanza di prove a sostegno, gli danno subito credito poiché la sua venuta distoglie i movimenti millenaristi che stavano portando il mondo all'anarchia all'alba del nuovo millennio.
I tre amici, nella villa del deserto, discutono del bizzarro visitatore e Jack chiede a Leo di tentare di avvicinare Vornan-19, forte delle sue conoscenze in campo accademico e di tentare di scoprire se nel futuro le sue ricerche sull'energia avessero causato i temuti stravolgimenti; dalla risposta sarebbe dipesa la decisione di diffondere o meno le sue scoperte. Leo acconsente, preoccupato per l'equilibrio psicologico dell'amico e spinto anche dalle insistenze di Shirley. Tornato all'università Leo viene contattato da un membro dell'entourage della Casa Bianca, un certo Sanford Kralick, incaricato di accompagnare Vornan-19 durante il suo imminente viaggio negli USA e di mettere insieme un gruppo di scienziati per carpire il maggior numero possibile di informazioni dal visitatore durante il soggiorno. Leo acconsente ed entra a far parte della cosiddetta "Commissione Vornan", composta da uno storico, F. Richard Heyman, Morton Fields, psicologo, LLoyd Koloff, filologo, Aster MIkkelsen, biochimica e la famosa antropologa Helen McIlwain.
L'incontro con Vornan non dà i frutti sperati e il misterioso visitatore non fornisce nessuna notizia sulla vita del futuro, sulle scoperte scientifiche e sulla tecnologia alla base dei viaggi nel tempo. Vornan si dichiara un semplice turista, poco esperto di scienza ma affascinato dai piaceri della vita, primo fra tutti il sesso. L'uomo del futuro, infatti, ha un prodigioso ascendente sulle donne e un'insaziabile appetito sessuale, unito a una inarrestabile propensione a causare disordini tra le migliaia di seguaci. La comunità scientifica, i governi e l'opinione pubblica si dividono nel considerare Vornan degno di fiducia oppure un bugiardo; anche la Commissione Vornan si divide nel giudizio e tra i componenti inizia a serpeggiare il malanimo. Leo conquista la fiducia di Vornan e lo convince ad accompagnarlo nella villa di Jack Bryant nella speranza che qui il visitatore si lasci sfuggire informazioni utili a tranquillizzare l'amico. Tuttavia l'unico risultato è quello di spingere Jack tra le braccia di Vornan. Shirley scopre i due mentre hanno un rapporto omosessuale e, sconvolta, si offre sessualmente a Leo che, dopo aver approfittato dell'occasione, si vergogna di aver tradito la fiducia della coppia maledicendosi per aver portato Vornan nella casa dei due amici.
Leo chiede a Kralick di sollevarlo dall'incarico e lascia le sue memorie in un libro che non vedrà mai la pubblicazione. Il nuovo millennio si apre senza stravolgimenti ma Leo non rivedrà mai più Vornan Jack o Shirley.

## Personaggi
Vornan-19Misterioso uomo apparso a Roma nel 1998. Dice di provenire da mille anni nel futuro, in viaggio per godere dei piaceri del passato. Non vi sono prove di quanto afferma ma il suo comportamento convince ben presto milioni di persone in tutto il mondo.
Leo GarfieldCinquantaduenne, affermato fisico e docente all'Università della California. I suoi studi sull'inversione temporale delle particelle subatomiche convincono il Governo ad affiancarlo al gruppo di scienziati che accompagnerà Vornan-19 nel suo viaggio negli stati Uniti.
Jack BryantAlievo e amico di Leo. Dalla prodigiosa intelligenza, abbandona gli studi perché impaurito dei possibili effetti delle sue scoperte su fonti di energia economiche e inesauribili sull'equilibrio sociale.
Shirley FrischL'avvenente e disinibita moglie di Jack. Leo è innamorato della giovane donna ma non osa farsi avanti per paura di rovinare la profonda amicizia che lo lega alla coppia.
Sanford KralickIncaricato dalla Casa Bianca di scortare Vornan-19 durante il suo viaggio negli USA e di mettere insieme un variegato gruppo di scienziati per cercare di carpire il maggior numero possibile di informazioni dal misterioso visitatore durante il soggiorno.
LLoyd Kolofffilologo, settantenne dell'Università di Columbia, con una passione profonda per la poesia erotica e le lingue morte, nonché viveur impenitente.
F. Richard HeymanStorico, pieno di sé, innamorato di Aster MIkkelsen che lo rifiuta decisamente.
Morton FieldsPsicologo dell'Università di Chicago.
Aster MIkkelsenAlgida biochimica dell'Università statale del Michigan, che tuttavia accetta immediatamente le avances sessuali di Vornan.
Helen McIlwainNota antropologa specializzata in riti orgiastici e pratiche sessuali che si diletta spesso a sperimentare di persona con Koloff, con Vornan e con lo stesso Leo.
Wesley BrutonRicco tycoon dei servizi pubblici. La sua futuribile villa viene devastata dalle goliardiche intemperanze di Vornan-19 che manomette volutamente i servomeccanismi della casa durante una festa scatenando il panico tra i numerosissimi invitati.

## Edizioni
- (EN) Robert Silverberg, The Masks Of Time, 1ª ed., New York, Ballantine Books, 1968.
- (EN) Robert Silverberg, The Masks Of Time, Londra, Sidgwick and Jackson, 1970.
- Robert Silverberg, Le maschere del tempo, traduzione di Maurizio Gavioli, Futuro. Biblioteca di Fantascienza n° 33, Fanucci editore, 1977,  p. 254.
- Robert Silverberg, Le maschere del tempo, traduzione di Maurizio Gavioli, Biblioteca di Fantascienza n° 29, Fanucci editore, 1991,  p. 254, ISBN 8834702565.